# Anelaphus nanus
Anelaphus nanus es una especie de escarabajo longicornio del género Anelaphus, categorizada en la tribu Elaphidiini, de la subfamilia Cerambycinae. Fue descrita por Fabricius en 1793.

## Descripción
Mide 8-18 mm de longitud.

## Distribución
Se distribuye por Jamaica, Puerto Rico, Haití, Cuba, Estados Unidos, República Dominicana, Bahamas, islas Caimán, San Martín y Curazao.